# John O. Bennett
John O. Bennett III, född 6 augusti 1948, är en amerikansk republikansk politiker. Han var tillförordnad guvernör i New Jersey 8 januari – 12 januari 2002 och talman i New Jerseys senat 2002–2004. Delstatens senat hade två talmän under denna period, Bennett och Richard Codey.
Bennett var ledamot av New Jerseys senat 1989–2004. I januari 2002 var guvernörsposten vakant i New Jersey. Den 8 januari 2002 tillföll uppdraget som tillförordnad guvernör till talmannen i New Jerseys senat. Två talmän svors in i och med att läget mellan republikanerna och demokraterna stod 20–20. De kom fram till en överenskommelse som möjliggjorde republikanen Bennett att först vara tillförordnad guvernör fram till den 12 januari och sedan demokraten Richard Codey fick ta över tills Jim McGreevey kunde tillträda guvernörsämbetet några dagar senare. Bennett kandiderade för omval till New Jerseys senat i valet 2003 men besegrades av demokraten Ellen Karcher.